# Circondario di Gransee
Il circondario di Gransee (in tedesco Kreis Gransee) era un circondario della Repubblica Democratica Tedesca, parte del distretto di Potsdam.

## Storia
Il circondario di Gransee fu istituito il 25 luglio 1952 con la riforma amministrativa della RDT; si estendeva su territori già appartenuti ai disciolti circondari del Ruppin e di Templin.
Il 17 maggio 1990 assunse il nuovo nome di Landkreis Gransee ("circondario di Gransee"), e poco dopo, in seguito alla riunificazione tedesca, divenne parte dello stato del Brandeburgo.
Il 6 dicembre 1993, nell'ambito della riforma amministrativa del Brandeburgo, il circondario di Gransee venne soppresso;  le città e i comuni che lo componevano passarono tutti al nuovo circondario dell'Oberhavel, eccetto il comune di Keller, che passò al circondario dell'Ostprignitz-Ruppin.